# Aleurodiscus mesaverdensis
Aleurodiscus mesaverdensis är en svampart som beskrevs av Lindsey 1987. Aleurodiscus mesaverdensis ingår i släktet Aleurodiscus och familjen Stereaceae.   Inga underarter finns listade i Catalogue of Life.